# Dei By Day
Dei By Day è un album del cantante Gianni Dei pubblicato nel 2000 dalla Sony Music.

## Tracce
1. Senti il tempo (G. Dei, L. Bastolla, M. Parmigiani)
2. E se domani (C. A. Rossi, G. Calabrese)
3. Banana boat (Attaway, Burgess, Belafonte)
4. Ti riavrò (G. Dei, D. Poggi, R. Onofri)
5. Tu ci stai (G. Dei, C. Malgioglio, P. Buchanan)
6. Vorrei tu fossi qui (G. Dei, G. Remondini)
7. Un'altra estate (G. Dei, A. Artipoli)
8. Ti ricorderai di me (G. Dei, G. Trombetti)
9. Ma che fiesta (G. Dei, C. Malgioglio, J. M. Garcia) (duetto con Mita Medici)
10. Nessuno è imbattibile (G. Dei, P. D'Angiò, Rainis)
11. La stanza blu (G. Dei, R. Bowles, S. Ewing)
12. Qui c'è il sole (G. Curreri, S. Grandi)
13. Medley: Americana/C'est la vie/Non c'è più tempo/Mordi il meglio della vita/Tacchi in su/Americana